# Isak Rosén
Isak Rosén (né le 15 mars 2003 à Stockholm en Suède) est un joueur suédois de hockey sur glace. Il évolue à la position d'ailier droit.

## Biographie

### Jeunesse
Rosén commence sa carrière au sein du système de formation du Leksands IF. Lors de la saison 2015-2016, alors qu’il n’est âgé que de douze ans, il obtient un essai d’un match avec le contingent des moins de 16 ans, qu’il intègre dès la saison suivante.
Lors de la saison 2017-2018, il s’impose dans le contingent des moins de 18 ans et l’année d’après, il devient le meilleur buteur de la ligue,  se positionne en tête du classement par points et présente le meilleur ratio +/-. Lors du tournoi TV-Pucken, un tournoi regroupant les meilleurs joueurs de moins de 15 ans par équipe régionale, il est le meilleur compteur du tournoi (le plus de buts et le plus d’aides).
Lors de la saison 2019-2020, il intègre l’effectif  des moins de 20 ans de Leksands alors qu’il n’est âgé que de 16 ans. En trente-huit rencontres, il enregistre trente-cinq points, étant classé le meilleur junior (moins de 17 ans) de la ligue.
En prévision du repêchage de 2021, la centrale de recrutement de la LNH le classe au huitième rang des espoirs européens chez les patineurs. Il est finalement sélectionné au 14e rang par les Sabres de Buffalo. 

### En club
Le 10 mars 2020, il dispute son premier match professionnel contre Örebro HK en SHL. Il obtient un tir au but, mais aucun point et termine la rencontre avec un temps de jeu de plus de quinze minutes et un bilan de -1.
Le 12 décembre 2020, il inscrit son premier point face à Skellefteå AIK en délivrant une passe à Oskar Lang. Le 11 septembre 2021, il inscrit son premier but face à Malmö Redhawks.

### En équipe nationale
Rosén représente la Suède au niveau international. Lors du Défi mondial des moins de 17 ans en 2020, il aide sa nation à se classer 6e. Lors du championnat du monde moins de 18 ans en 2021, il remporte la médaille de bronze et il dispute deux matchs au championnat du monde junior en 2022 avant que ce dernier ne soit annulé,.

## Statistiques

### En club
| Saison    | Équipe                 | Ligue           |    | Saison régulière | Saison régulière | Saison régulière | Saison régulière | Saison régulière |   | Séries éliminatoires | Séries éliminatoires | Séries éliminatoires | Séries éliminatoires | Séries éliminatoires |
| Saison    | Équipe                 | Ligue           | PJ | B                | A                | Pts              | Pun              | PJ               | B | A                    | Pts                  | Pun                  |                      |                      |
| 2015-2016 | Leksands IF U16 2      | U16 Division 1  | 1  | 0                | 1                | 1                | 0                |                  |   |                      |                      |                      |                      |                      |
| 2016-2017 | Leksands IF U16 2      | U16 Division 1  | 8  | 2                | 4                | 6                | 2                |                  |   |                      |                      |                      |                      |                      |
| 2016-2017 | Leksands IF U16        | U16 Elit        | 12 | 2                | 1                | 3                | 2                | 3                | 0 | 0                    | 0                    | 0                    |                      |                      |
| 2016-2017 | Leksands IF U16        | U16 SM          | 3  | 0                | 0                | 0                | 0                |                  |   |                      |                      |                      |                      |                      |
| 2017-2018 | Leksands IF U16        | U16 Elit        | 25 | 19               | 19               | 38               | 22               |                  |   |                      |                      |                      |                      |                      |
| 2017-2018 | Leksands IF J18        | J18 Elit        | 1  | 0                | 0                | 0                | 0                |                  |   |                      |                      |                      |                      |                      |
| 2017-2018 | Leksands IF J18        | J18 Allsvenskan | 10 | 1                | 3                | 4                | 0                |                  |   |                      |                      |                      |                      |                      |
| 2017-2018 | Dalarna                | TV-Pucken       | 5  | 0                | 2                | 2                | 0                |                  |   |                      |                      |                      |                      |                      |
| 2018-2019 | Leksands IF U16        | U16 Elit        | 14 | 14               | 11               | 25               | 6                |                  |   |                      |                      |                      |                      |                      |
| 2018-2019 | Leksands IF J18        | J18 Elit        | 12 | 3                | 4                | 7                | 0                |                  |   |                      |                      |                      |                      |                      |
| 2018-2019 | Leksands IF J18        | J18 Allsvenskan | 16 | 15               | 7                | 22               | 2                | 3                | 2 | 0                    | 2                    | 0                    |                      |                      |
| 2018-2019 | Dalarna                | TV-Pucken       | 11 | 10               | 11               | 21               | 0                |                  |   |                      |                      |                      |                      |                      |
| 2019-2020 | Leksands IF J18        | J18 Elit        | 1  | 2                | 1                | 3                | 0                |                  |   |                      |                      |                      |                      |                      |
| 2019-2020 | Leksands IF J20        | J20 Superelit   | 38 | 21               | 14               | 35               | 8                |                  |   |                      |                      |                      |                      |                      |
| 2019-2020 | Leksands IF            | SHL             | 1  | 0                | 0                | 0                | 0                |                  |   |                      |                      |                      |                      |                      |
| 2020-2021 | Leksands IF J18        | J18 Region      | 1  | 2                | 2                | 4                | 0                |                  |   |                      |                      |                      |                      |                      |
| 2020-2021 | Leksands IF J20        | J20 Nationell   | 12 | 7                | 5                | 12               | 6                |                  |   |                      |                      |                      |                      |                      |
| 2020-2021 | Leksands IF            | SHL             | 22 | 0                | 1                | 1                | 2                | -                | - | -                    | -                    | -                    |                      |                      |
| 2021-2022 | Leksands IF J20        | J20 Nationell   | 8  | 4                | 5                | 9                | 0                | -                | - | -                    | -                    | -                    |                      |                      |
| 2021-2022 | Leksands IF            | SHL             | 28 | 2                | 2                | 4                | 0                | -                | - | -                    | -                    | -                    |                      |                      |
| 2021-2022 | Mora IK                | Allsvenskan     | 3  | 1                | 1                | 2                | 0                | -                | - | -                    | -                    | -                    |                      |                      |
| 2022-2023 | Americans de Rochester | LAH             | 66 | 14               | 23               | 37               | 14               | 14               | 4 | 4                    | 8                    | 2                    |                      |                      |
| 2023-2024 | Sabres de Buffalo      | LNH             | 7  | 0                | 0                | 0                | 0                | -                | - | -                    | -                    | -                    |                      |                      |
| 2023-2024 | Americans de Rochester | LAH             | 67 | 20               | 30               | 50               | 12               | 5                | 2 | 0                    | 2                    | 0                    |                      |                      |

### En équipe nationale
| Année     | Équipe    | Compétition                          |    | PJ | B | A | Pts | Pun                     |  | Résultat |
| 2018-2019 | Suède U16 | International                        | 6  | 2  | 3 | 5 | 0   |                         |  |          |
| 2019-2020 | Suède U17 | International                        | 8  | 2  | 3 | 5 | 0   |                         |  |          |
| 2020      | Suède U17 | Défi mondial des moins de 17 ans     | 5  | 0  | 2 | 2 | 2   | 6e place                |  |          |
| 2020-2021 | Suède U18 | International                        | 1  | 0  | 0 | 0 | 0   |                         |  |          |
| 2021      | Suède U18 | Championnat du monde moins de 18 ans | 7  | 7  | 2 | 9 | 0   | Médaille de bronze      |  |          |
| 2021-2022 | Suède U20 | International                        | 21 | 5  | 4 | 9 | 8   |                         |  |          |
| 2022      | Suède U20 | Championnat du monde junior          | 2  | 0  | 0 | 0 | 0   | Compétition interrompue |  |          |
| 2023      | Suède U20 | Championnat du monde junior          | 7  | 2  | 4 | 6 | 4   | 4e place                |  |          |

## Trophées et honneurs

### Trophées juniors
- 2018-2019
  - Meilleur au classement +/- (15) de la J18 Allsvenskan (Nord).
  - Meilleur buteur (15) de la J18 Allsvenskan (Nord).
  - Meilleur au classement des aides (22) de la J18 Allsvenskan (Nord).
  - Meilleur au classement des aides (11) de la TV-Pucken.
  - Meilleur buteur (10) de la TV-Pucken.
  - Meilleur au classement par points (21) de la TV-Pucken.

- 2019-2020
  - Meilleur au classement par points par un junior U17 (35) de la J20 SuperElit.